# توماس براون (لاعب دوري الرغبي)
توماس براون (بالإنجليزية: Thomas Brown)‏ هو لاعب دوري الرغبي بريطاني، ولد في 20 مايو 1983 في دونكاستر في المملكة المتحدة.